# جوبيث ويليامز
جوبيث ويليامز (بالإنجليزية: JoBeth Williams)‏ هي مخرجة ومخرجة وممثلة أمريكية، ولدت في 6 ديسمبر 1948 بهيوستن في الولايات المتحدة. بدأت مشوارها المهني سنة 1974.

## أعمال

### أفلام
- (1979) كرامر ضد كرامر[4]
- (1982) أرواح شريرة[5]
- (1983) البرد الكبير[6]

### مسلسلات
- إن سي آي إس
- سامرسيت
- فضيحة[7]

## ترشيحات
- جائزة الأوسكار لأفضل فيلم حي قصير

## وصلات خارجية
- جوبيث ويليامز على موقع IMDb (الإنجليزية)
- جوبيث ويليامز على موقع ألو سيني (الفرنسية)
- جوبيث ويليامز على موقع أول موفي (الإنجليزية)
- جوبيث ويليامز على موقع قاعدة بيانات الأفلام السويدية (السويدية)
- جوبيث ويليامز على موقع إن إن دي بي (الإنجليزية)
- جوبيث ويليامز على موقع قاعدة بيانات الفيلم (الإنجليزية)
- جوبيث ويليامز على موقع كينوبويسك (الروسية)